# FlightAware
FlightAware是美國的跨國科技公司，提供實時、歷史和預測性的航班跟踪数据和產品，总部位于德州休斯顿的綠道第十一廣場。FlightAware是目前世界上最大的航班跟踪平台，該公司在200个国家拥有32,000多个广播式自动相关监视地面站。該公司也向航空公司、機場營運商和軟體開發商提供飛航數據和預計到達時間（ETA）。

## 历史
2004年，執行長丹尼爾·貝克想追蹤美國各地的航班情況，他發現鮮少有企业能提供这种服务。貝克邀請其朋友卡爾·萊恩鮑爾和大衛·麥克奈特（David McNett）共同創立免费的航班跟踪網站。2005年3月17日，FlightAware正式成立，並開始處理實時飛航數據。該公司在成立後的18個月內營收達100萬美元。FlightAware自2006年起即持續盈利。2021年8月31日，柯林斯航空系統宣布有意收購FlightAware，惟並未透漏財務細節。